# François-Arthur Portzert
François-Arthur Portzert, francoski general, * 27. avgust 1877, † 15. junij 1947.